# Pahtavaara (kulle i Finland, Lappland, Tunturi-Lappi, lat 67,73, long 25,73)
Pahtavaara är en kulle i Finland.   Den ligger i den ekonomiska regionen  Fjäll-Lappland  och landskapet Lappland, i den norra delen av landet, 800 km norr om huvudstaden Helsingfors. Toppen på Pahtavaara är 268 meter över havet.
Terrängen runt Pahtavaara är huvudsakligen platt, men västerut är den kuperad. Trakten runt Pahtavaara är nära nog obefolkad, med mindre än två invånare per kvadratkilometer. Det finns inga samhällen i närheten. 